# SU-85

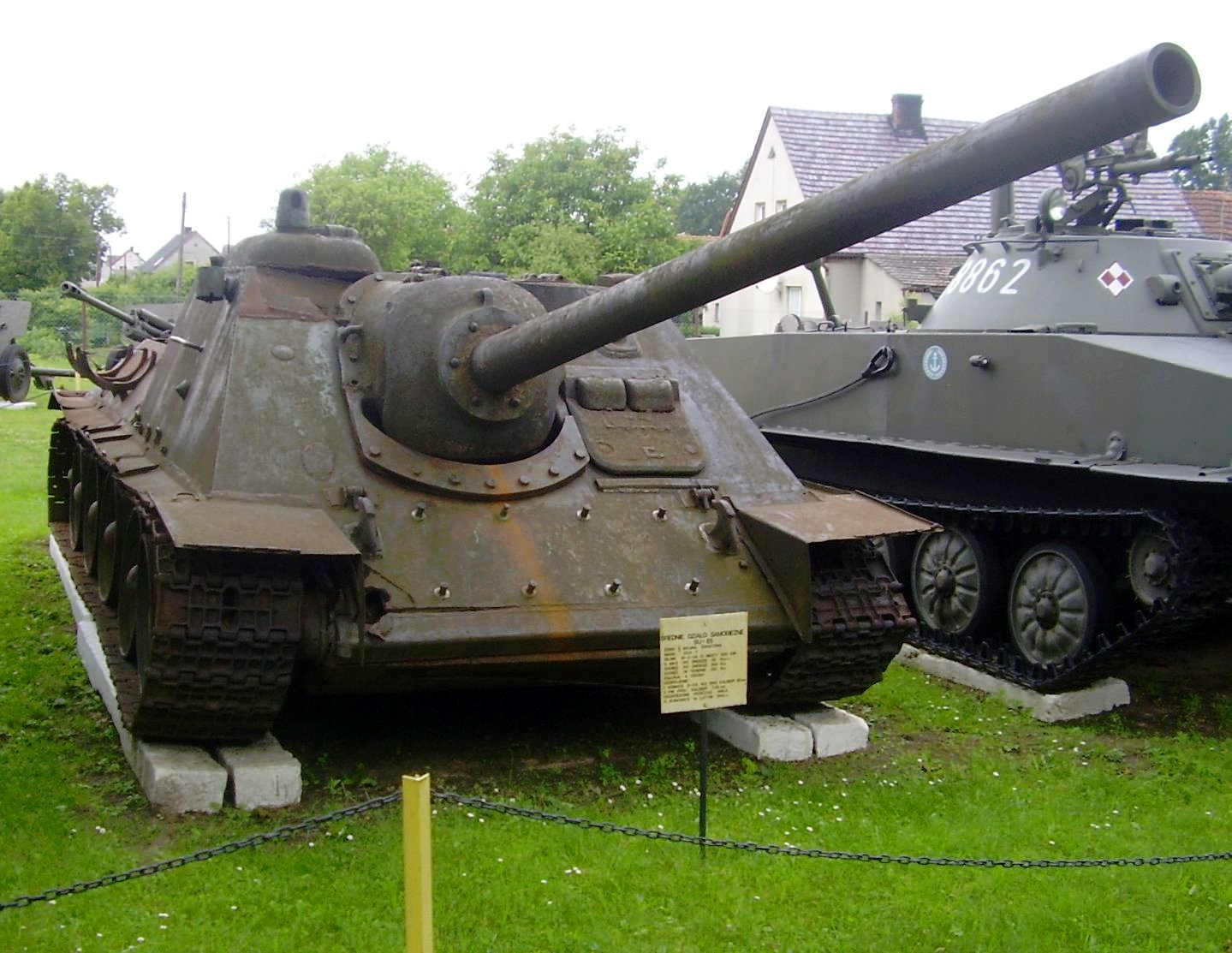
SU-85 in einem polnischen Armeemuseum

Die SU-85 (russisch СУ-85) war ein sowjetischer Jagdpanzer des Zweiten Weltkrieges. SU ist die russische Abkürzung für Samochodnaja Ustanowka (Selbstfahrlafette).

## Entwicklung
Mit dem Auftauchen der schweren deutschen Panzer an der Ostfront im Sommer 1943 gerieten die T-34 des sowjetischen Heeres ins Hintertreffen. Es wurde dringend ein Panzer benötigt, der den neuen Panther- und Tigerpanzern gewachsen war. Ein bei Leningrad Ende 1942 erbeuteter Tiger wurde intensiven Beschusstests unterzogen. Nur die 85-mm-Flak L/52 und die 122-mm-Korpskanone A-19 waren in der Lage, die Panzerung des Tigers auf größere Entfernung zu durchschlagen. Daher bekam Uralmasch in Swerdlowsk den Auftrag zur Entwicklung eines neuen Jagdpanzers, der, um Entwicklungszeit zu sparen, auf dem Fahrgestell des T-34 und dem Aufbau der SU-122 basieren sollte. Kugelblende und Aufbau der SU-122 bewährten sich jedoch nicht und mussten umgestaltet werden. Die 85-mm-Flak wurde zur D-5S modifiziert und mit dem neuen Zielfernrohr TSch-15 versehen. Sie wurde nach rechts versetzt neben dem Fahrerplatz eingebaut. Im Verlauf der Entwicklung wurden drei Prototypen konstruiert (SU-85 I, SU-85 II, SU-85 IV), unter denen letztlich die Auswahl auf die SU-85 II fiel. Es wurden so viele Bauteile wie möglich vom T-34 übernommen, um eine aufwendige Ausbildung für neue Besatzungen zu vermeiden und die Produktionskosten möglichst niedrig zu halten.

## Produktion
Von August 1943 bis September 1944 wurden 2329 Jagdpanzer des Typs SU-85 hergestellt. Als der T-34/85 erschien, wurde die SU-85 zur SU-100 weiterentwickelt und die Produktion eingestellt. Im Juli 1944 bestanden jedoch noch Probleme bei der Fertigung der Munition für die D-10S-Kanone der SU-100. Um die Zeit bis zur Frontreife der SU-100 zu überbrücken, wurde das bereits ausgereifte und einsatzbereite Fahrgestell der SU-100 mit der 85-mm-Kanone D-5S bewaffnet und ausgeliefert. Dieser neu entstandene Jagdpanzer trug die Bezeichnung SU-85M und unterschied sich von der SU-85 (bedingt durch das Fahrgestell) in der Frontpanzerung (75 mm statt nur 45 mm bei der SU-85). Bis zum Produktionsbeginn der SU-100 im Dezember 1944 wurden insgesamt 315 SU-85M hergestellt.

## Einsatz

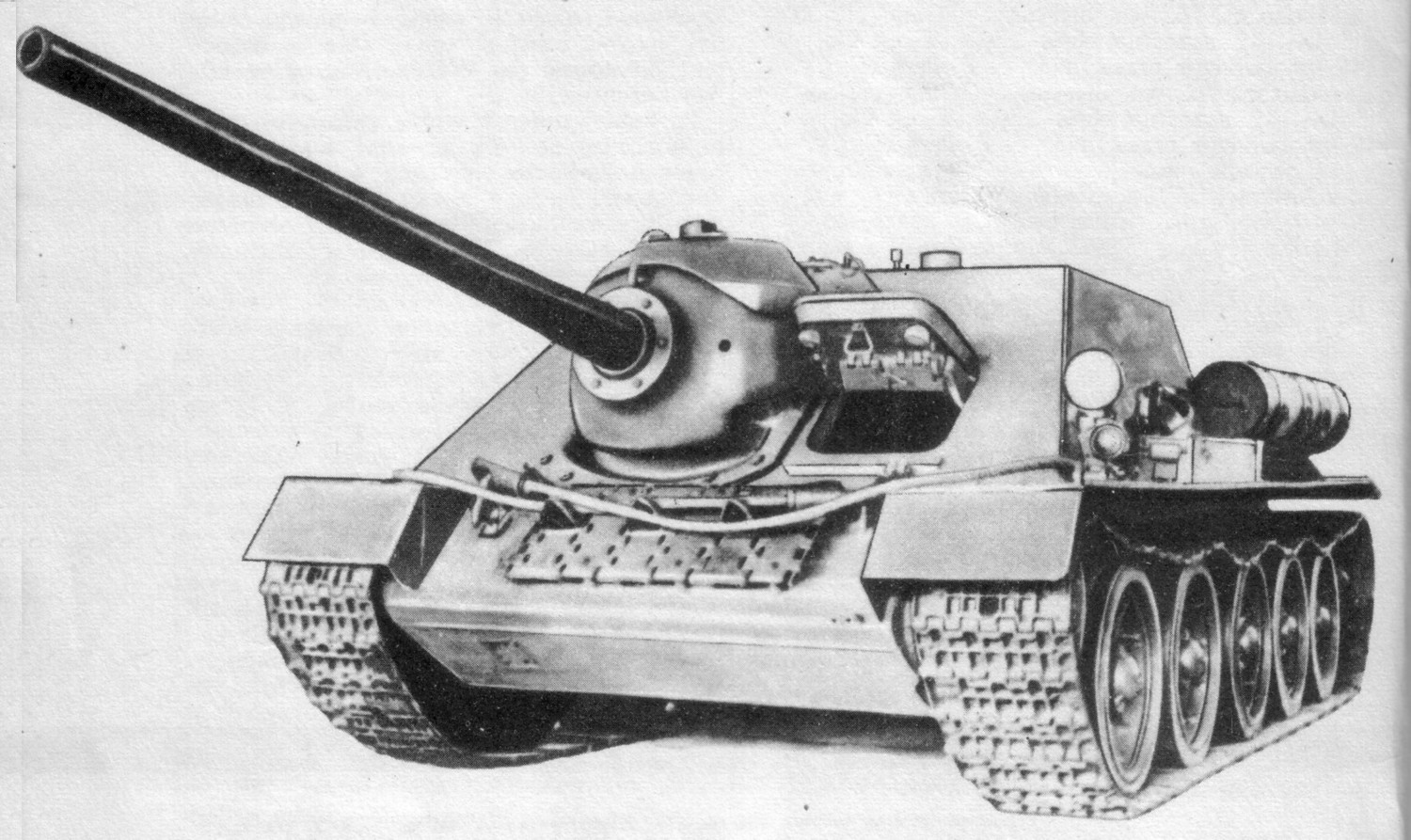
SU-85M

### Rote Armee
Die SU-85 wurden in verschiedenen Strukturen eingesetzt. Neben selbständigen, den Korps- oder Armeekommandos unterstellten Bataillonen mit je 12 Geschützen gab es Artillerieregimenter, die über vier Batterien mit je 16 Geschützen sowie einen T-34-Befehlspanzer verfügten. Die Einsatzgrundsätze sahen vor, dass die SU-85 die schweren deutschen Panzer aus sicherer Entfernung bekämpften.
Zum ersten Mal wurden SU-85 im August 1943 während der Schlacht am Dnepr eingesetzt. Dort zeigte sich, dass die SU-85 erfolgreich gegen die deutschen Panzer eingesetzt werden konnte. Aufgrund der niedrigen Silhouette eignete sie sich außerdem sehr gut für Hinterhalte, da sie nur relativ schwer vom Gegner aufgeklärt werden konnte.

### Wehrmacht
Wehrmacht und Waffen-SS setzten erbeutete Fahrzeuge als Jagdpanzer SU-85(r) ein, weil nicht genug eigene Jagdpanzer zur Verfügung standen.   Um zu verhindern, dass die SU-85(r) von eigenen Truppen angegriffen wurden, wurden sie mit übergroßen Balkenkreuzen an beiden Seiten gekennzeichnet.

## Technische Daten
- Bewaffnung

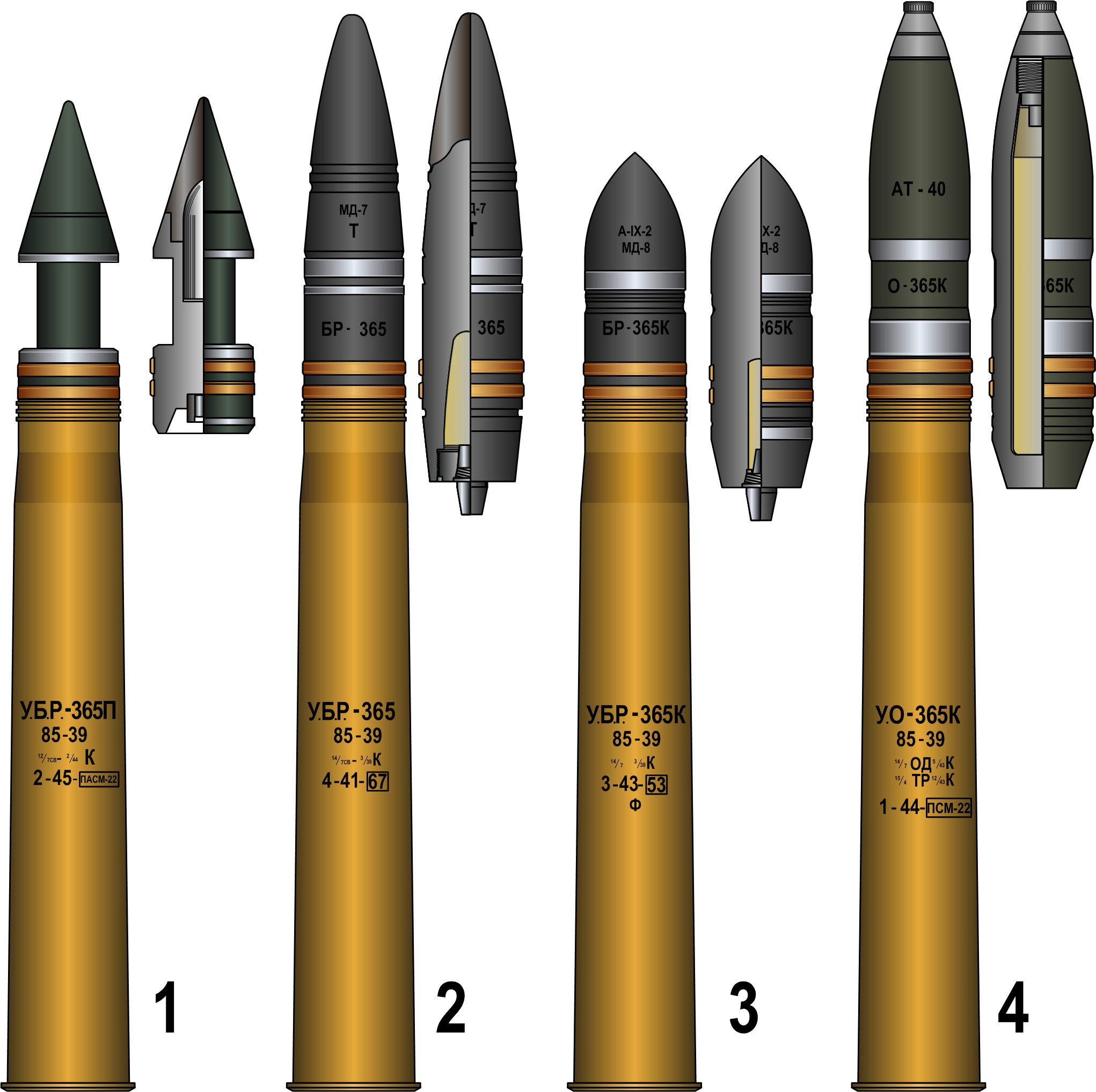
Munition für die D-5S-Kanone

  - Richtbereich vertikal: −5 bis +20°[2]
  - Richtbereich horizontal: ±12°[3]
  - Durchschlagsleistung gegen Tiger I: Bugpanzerung bis 800 Meter, Seite bis 1350 Meter, Turmseite 800 bis 1000 Meter[4]
  - Kampfsatz: 49 Granaten
- Panzerung der Wanne in mm
  - seitlich: 45
  - oben: 14
  - unten: 20
  - Kanonenblende: bis zu 75

## Panzerzugmaschinen

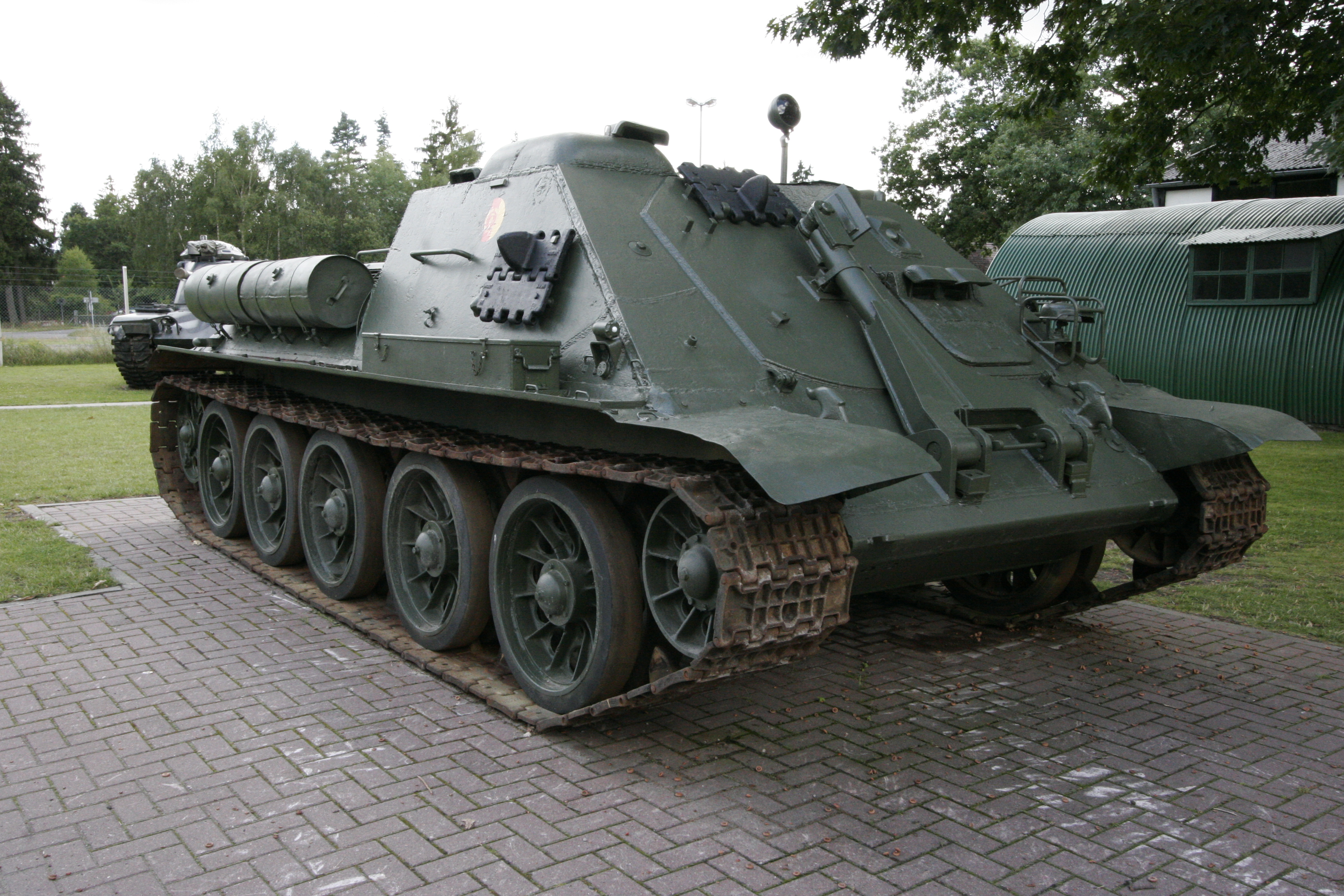
T-34T der NVA

Bereits seit 1943 wurden beschädigte, aber noch fahrbereite T-34 und SU-85 sowie später SU-100 zu Panzerzugmaschinen T-34T und Bergepanzern T-34TB umgerüstet. Dazu wurden bei den SU die Kanonen entfernt, die Öffnung der Kugelblende mit einer Panzerplatte verschlossen und das Fahrgestell mit einem Behelfskran sowie Werkstattausrüstung ausgestattet.
Etwa 200 dieser Zugmaschinen standen bei der NVA bis 1970 in Dienst, danach wurden sie von Panzerzugmaschinen und Bergepanzern auf Basis des T-55 abgelöst und der Reserve zugeordnet.